# آندوهارانوفوتسی
آندوهارانوفوتسی (به لاتین: Andoharanofotsy) یک منطقهٔ مسکونی در ماداگاسکار است که در آنالامانگا واقع شده‌است. آندوهارانوفوتسی ۵۸٬۸۷۸ نفر جمعیت دارد و ۱٬۲۷۰ متر بالاتر از سطح دریا واقع شده‌است.